# Notaspidium minutum
Notaspidium minutum är en stekelart som beskrevs av Halstead 1991. Notaspidium minutum ingår i släktet Notaspidium och familjen bredlårsteklar. Inga underarter finns listade i Catalogue of Life.